# Игметовский сельсовет
Игметовский сельсовет  — муниципальное образование в Илишевском районе Башкортостана.

## История
Согласно «Закону о границах, статусе и административных центрах муниципальных образований в Республике Башкортостан» имеет статус сельского поселения.

## Население
| 2002  | 2009  | 2010  | 2012  | 2013  | 2014  | 2015  |
| ----- | ----- | ----- | ----- | ----- | ----- | ----- |
| 1264  | ↘1179 | ↘1125 | ↘1118 | ↘1092 | ↘1084 | ↘1074 |
| 2016  | 2017  | 2018  |       |       |       |       |
| ↘1037 | ↘1019 | ↘1010 |       |       |       |       |

## Состав сельского поселения
| № | Населённый пункт | Тип населённого пункта       | Население |
| - | ---------------- | ---------------------------- | --------- |
| 1 | Игметово         | село, административный центр | ↘296      |
| 2 | Верхнеманчарово  | село                         | ↘524      |
| 3 | Абдуллино        | деревня                      | ↘285      |
| 4 | Буляк            | село                         | ↗20       |

Крещенка — деревня, упразднена Законом Республики Башкортостан от 20 июля 2005 года № 211-з «О внесении изменений в административно-территориальное устройство Республики Башкортостан в связи с образованием, объединением, упразднением и изменением статуса населённых пунктов, переносом административных центров».